# Последовательный КАМАК
Последовательный КАМАК (или КАМАК-A2, от CAMAC — Computer Automated Measurement and Control) — способ организации многокрейтовой КАМАК-системы при помощи последовательного канала Highway.
Стандартизация последовательного КАМАК оформлялась следующими документами:
| Используемое название            | Пояснение                            | Организация по стандартизации | Организация по стандартизации | Организация по стандартизации | Организация по стандартизации                                                       |
| Используемое название            | Пояснение                            | ESONE                         | IEEE                          | IEC                           | ГОСТ                                                                                |
| -------------------------------- | ------------------------------------ | ----------------------------- | ----------------------------- | ----------------------------- | ----------------------------------------------------------------------------------- |
| КАМАК-А2, Последовательный КАМАК | Последовательная ветвь до 62 крейтов | EUR 6100                      | IEEE 595—1982                 | IEC 640                       | ГОСТ 26.201.2-94 Система КАМАК. Требования к интерфейсу последовательной магистрали |

## Топология сети крейтов
Все крейты, подключённые к шине объединяются в кольцо. Между каждыми двумя крейтами устанавливается последовательный канал с 8-битным байтом. Кольцо замыкается через последовательный драйвер (англ. Serial Driver, SD). Последовательный драйвер соединяется с ЭВМ, владеющей шиной.
Соединение производится при помощи двух или девяти витых пар для последовательного или параллельно-последовательного обмена. При этом одна витая пара передаёт синхронизирующий сигнал и одна или восемь — информацию, содержащуюся в посылке.

## Физические характеристики шины
Максимальная тактовая частота на шине равна 5 МГц.
Все сообщения передаются побайтно и следуют одно за другим. При последовательной передаче сообщение содержит стартовый (нулевой) бит, 8 информационных битов и стоповый бит (единичный). Байты передаются начиная с наименьшего значащего разряда.
При параллельно-последовательной передаче за один так синхросигнала передаётся один байт информации.

## Протокол взаимодействия
В каждом передаваемом байте разряды 7 и 6 используются в качестве служебных для контроля чётности и для определения конца посылки. Остальные 6 разрядов содержат информационную посылку:
| 7                 | 6             | 5                      | 4                      | 3                      | 2                      | 1                      | 0                      |
| ----------------- | ------------- | ---------------------- | ---------------------- | ---------------------- | ---------------------- | ---------------------- | ---------------------- |
| Контроль чётности | Признак конца | Информационная посылка | Информационная посылка | Информационная посылка | Информационная посылка | Информационная посылка | Информационная посылка |

Бит конца сообщения равен нулю во время передачи посылки. Для сигнализации об окончании посылки используется байт, в котором этот бит установлен в единицу.

### Сообщения протокола
В таблице приведена структура некоторых наиболее важных сообщений, используемых при передаче данных по последовательной шине.
| 7                                            | 6                                            | 5                                            | 4                                            | 3                                            | 2                                            | 1                                            | 0                                            | Пояснение |
| -------------------------------------------- | -------------------------------------------- | -------------------------------------------- | -------------------------------------------- | -------------------------------------------- | -------------------------------------------- | -------------------------------------------- | -------------------------------------------- | --- |
| CMD—Общее командное сообщение (9 или 5 байт) | CMD—Общее командное сообщение (9 или 5 байт) | CMD—Общее командное сообщение (9 или 5 байт) | CMD—Общее командное сообщение (9 или 5 байт) | CMD—Общее командное сообщение (9 или 5 байт) | CMD—Общее командное сообщение (9 или 5 байт) | CMD—Общее командное сообщение (9 или 5 байт) | CMD—Общее командное сообщение (9 или 5 байт) | Описывает одну команду. В случае, если команда не предусматривает передачу данных, байты 4..7 не передаются.                                                                                             |
| P0                                           | 0                                            | SC5                                          | SC4                                          | SC3                                          | SC2                                          | SC1                                          | SC0                                          | SC5..0 — Адрес крейта, которому предназначена команда. |
| P1                                           | 0                                            | 0                                            | 0                                            | SA3                                          | SA2                                          | SA1                                          | SA0                                          | Биты в разрядах 5 и 4 — идентификатор типа посылки. SA3..0 — субадрес модуля. |
| P2                                           | 0                                            | 1                                            | SF3                                          | SF3                                          | SF2                                          | SF1                                          | SF0                                          | SF3..0 — номер функции. |
| P3                                           | 0                                            | 1                                            | SN3                                          | SN3                                          | SN2                                          | SN1                                          | SN0                                          | SN3..0 — номер модуля. |
| P4                                           | 0                                            | SW23                                         | SW22                                         | SW21                                         | SW20                                         | SW19                                         | SW18                                         | SW23..0 — передаваемые данные. В зависимости от номера функции эта секция может отсутствовать. |
| P5                                           | 0                                            | SW17                                         | SW16                                         | SW15                                         | SW14                                         | SW13                                         | SW12                                         | SW23..0 — передаваемые данные. В зависимости от номера функции эта секция может отсутствовать. |
| P6                                           | 0                                            | SW11                                         | SW10                                         | SW9                                          | SW8                                          | SW7                                          | SW6                                          | SW23..0 — передаваемые данные. В зависимости от номера функции эта секция может отсутствовать. |
| P7                                           | 0                                            | SW5                                          | SW4                                          | SW3                                          | SW2                                          | SW1                                          | SW0                                          | SW23..0 — передаваемые данные. В зависимости от номера функции эта секция может отсутствовать. |
| P8                                           | 0                                            | S5                                           | S4                                           | S3                                           | S2                                           | S1                                           | S0                                           | S5..0 — биты контроля чётности по столбцам. |
| SPACE—Байт заполнения                        | SPACE—Байт заполнения                        | SPACE—Байт заполнения                        | SPACE—Байт заполнения                        | SPACE—Байт заполнения                        | SPACE—Байт заполнения                        | SPACE—Байт заполнения                        | SPACE—Байт заполнения                        | SPACE-байты передаются для резервирования позиций в потоке, куда крейд сможет записать результат выполнения команды.                                                                                     |
| 1                                            | 0                                            | 1                                            | 1                                            | 1                                            | 1                                            | 1                                            | 1                                            | Передаётся только последовательным драйвером. |
| WAIT—Байт ожидания                           | WAIT—Байт ожидания                           | WAIT—Байт ожидания                           | WAIT—Байт ожидания                           | WAIT—Байт ожидания                           | WAIT—Байт ожидания                           | WAIT—Байт ожидания                           | WAIT—Байт ожидания                           | WAIT-байты по шине тогда, когда шина не загружена. |
| 0                                            | 1                                            | 0                                            | 0                                            | 0                                            | 0                                            | 0                                            | 0                                            | Отсутствует передача на данном такте. |
| RPY—Общее ответное сообщение (7 или 3 байта) | RPY—Общее ответное сообщение (7 или 3 байта) | RPY—Общее ответное сообщение (7 или 3 байта) | RPY—Общее ответное сообщение (7 или 3 байта) | RPY—Общее ответное сообщение (7 или 3 байта) | RPY—Общее ответное сообщение (7 или 3 байта) | RPY—Общее ответное сообщение (7 или 3 байта) | RPY—Общее ответное сообщение (7 или 3 байта) | Посылается вместо сообщения команды (с использованием резервных байт). Информирует о результате выполнения команды. В случае, если команда не предусматривает передачу данных, байты 2..5 не передаются. |
| P0                                           | 0                                            | SC5                                          | SC4                                          | SC3                                          | SC2                                          | SC1                                          | SC0                                          | SC5..0 — Адрес крейта, от которого поступил ответ. |
| P1                                           | 0                                            | 0                                            | 1                                            | DERR                                         | SQ                                           | SX                                           | ERR                                          | Биты в разрядах 5 и 4 — идентификатор типа посылки. DERR, SQ, SX, ERR—флаги. |
| P2                                           | 0                                            | SR23                                         | SR22                                         | SR21                                         | SR20                                         | SR19                                         | SR18                                         | SR23..0 — передаваемые данные. В зависимости от номера функции эта секция может отсутствовать. |
| P3                                           | 0                                            | SR17                                         | SR16                                         | SR15                                         | SR14                                         | SR13                                         | SR12                                         | SR23..0 — передаваемые данные. В зависимости от номера функции эта секция может отсутствовать. |
| P4                                           | 0                                            | SR11                                         | SR10                                         | SR9                                          | SR8                                          | SR7                                          | SR6                                          | SR23..0 — передаваемые данные. В зависимости от номера функции эта секция может отсутствовать. |
| P5                                           | 0                                            | SR5                                          | SR4                                          | SR3                                          | SR2                                          | SR1                                          | SR0                                          | SR23..0 — передаваемые данные. В зависимости от номера функции эта секция может отсутствовать. |
| P6                                           | 0                                            | S5                                           | S4                                           | S3                                           | S2                                           | S1                                           | S0                                           | S5..0 — биты контроля чётности по столбцам. |
| SRPY—Укороченное ответное сообщение          | SRPY—Укороченное ответное сообщение          | SRPY—Укороченное ответное сообщение          | SRPY—Укороченное ответное сообщение          | SRPY—Укороченное ответное сообщение          | SRPY—Укороченное ответное сообщение          | SRPY—Укороченное ответное сообщение          | SRPY—Укороченное ответное сообщение          | Посылается вместо сообщения команды. Информирует о приёме команды. |
| P0                                           | 0                                            | SC5                                          | SC4                                          | SC3                                          | SC2                                          | SC1                                          | SC0                                          | SC5..0 — Адрес крейта, от которого поступил ответ. |
| P2                                           | 1                                            | 1                                            | 0                                            | 0                                            | 0                                            | 0                                            | 0                                            | S5..0 — биты контроля чётности по столбцам. |
| DMD—Запрос на обслуживание                   | DMD—Запрос на обслуживание                   | DMD—Запрос на обслуживание                   | DMD—Запрос на обслуживание                   | DMD—Запрос на обслуживание                   | DMD—Запрос на обслуживание                   | DMD—Запрос на обслуживание                   | DMD—Запрос на обслуживание                   | Аналог прерывания. Посылается для извещения ЭВМ о событии. |
| P0                                           | 0                                            | SC5                                          | SC4                                          | SC3                                          | SC2                                          | SC1                                          | SC0                                          | SC5..0 — Адрес крейта, сгеенерировавшего запрос. |
| P1                                           | 0                                            | 1                                            | SL4                                          | SL3                                          | SL2                                          | SL1                                          | SL0                                          | SL4..0 — Номер модуля-источника запроса. |
| P6                                           | 0                                            | S5                                           | S4                                           | S3                                           | S2                                           | S1                                           | S0                                           | S5..0 — биты контроля чётности по столбцам. |